# Mesoleptus adaequator
Mesoleptus adaequator là một loài tò vò trong họ Ichneumonidae.